# Vell anglès (Irlanda)

Escut d'Irlanda

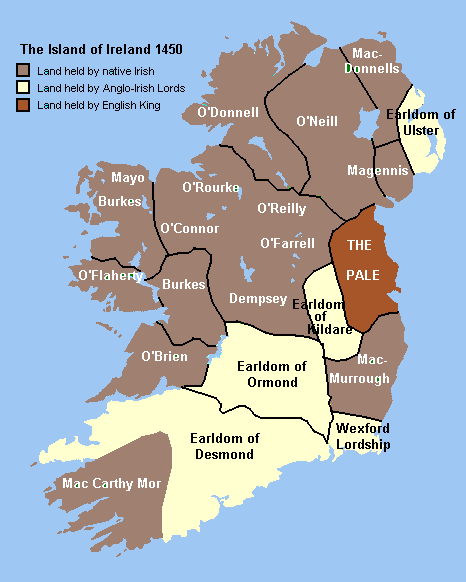
Irlanda en 1450 mostra en vermell i blau els territoris que reconeixien la sobirania anglesa

«Vell anglès» (en gaèlic irlandès, Seanghaill; en anglès, Old English) és un sobrenom aplicat retrospectivament als descendents dels colons que van arribar a Irlanda des de Gal·les, Normandia i Anglaterra després de la conquesta normanda que va tenir lloc a l'illa d'Irlanda en el segle xii.
El sobrenom va ser encunyat a la fi del segle xvi, i va ser usat per designar a aquella part de la comunitat d'invasors que vivia en el cor de la Irlanda governada per anglesos anomenada «La Palissada».
Molts dels «Vells anglesos» van arribar a assimilar-se a la societat irlandesa a través dels segles i els seus nobles van ser la classe governant amb major efectivitat fins al segle xvi. No obstant això, van ser desposseïts de tots els conflictes polítics i religiosos durant els segles xvi i XVII, en gran manera a causa de la seva continuada adherència a la religió catòlica. Els anomenats «Nous anglesos», colons protestants en gran manera, van reemplaçar els «Vells anglesos» com a classe governant i classe terratinent de l'illa durant el 1700.

## El «Vell anglès» en la història d'Irlanda

### El Vell anglès en la Irlanda medieval

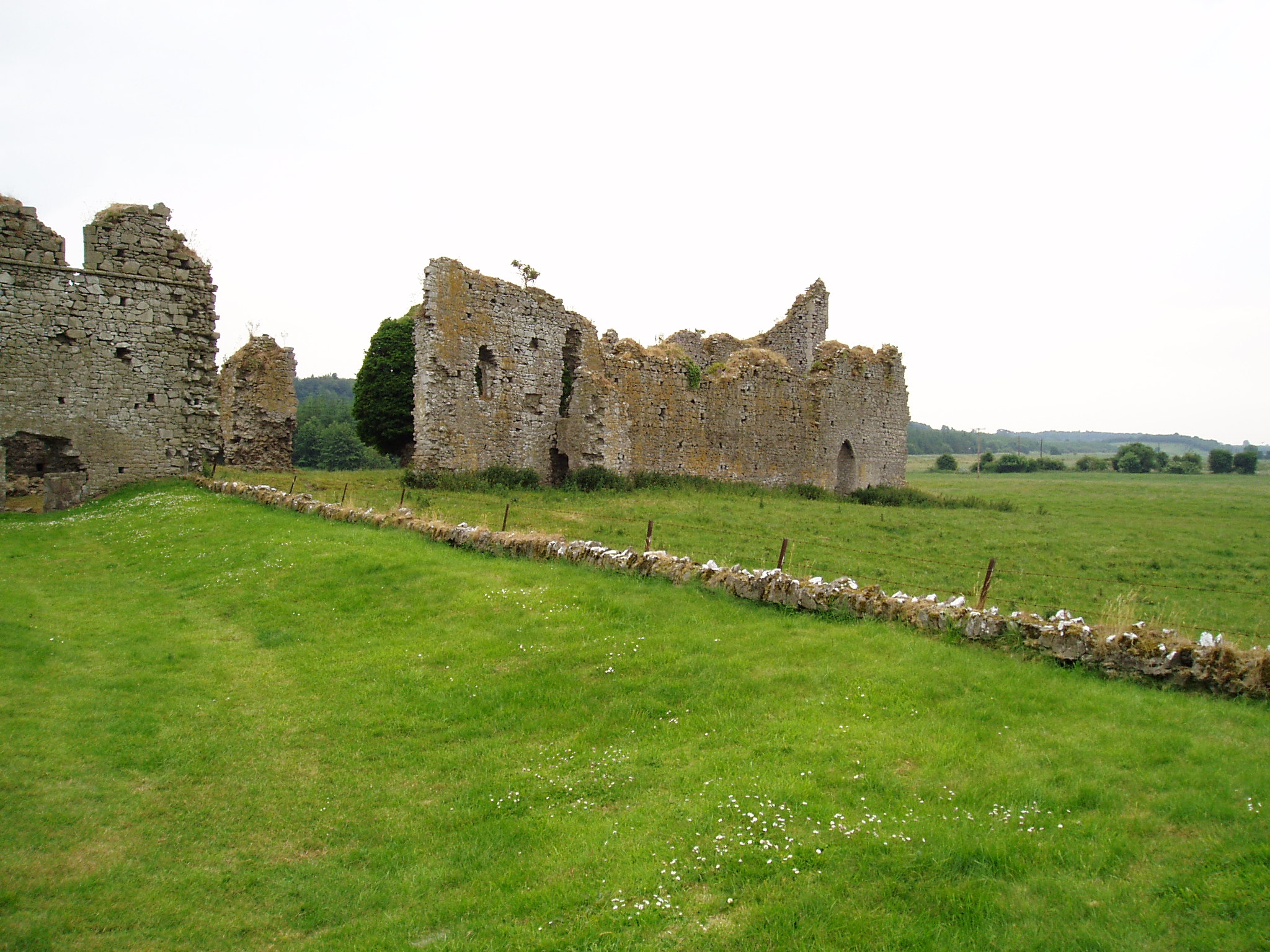
Ruïnes de l'abadia Ballyboggan a Meath.

«Vell anglès» era el terme que solia aplicar-se des de 1580 a aquells irlandesos descendents del costat patrilineal procedents d'una ona de normands, francesos, gal·lesos, anglesos, bretons i colons flamencs medievals que van arribar a Irlanda reclamant territoris i terres en el deixant de la invasió que van dur a terme sobre Irlanda en 1169, i que va durar fins a 1172. Els governants anglonormands de Londres esperaven que els «vells anglesos» promocionessin les normes angleses a l'illa, a través de l'ús de la llengua anglesa, de la llei, del comerç, d'un sistema monetari, dels costums socials i dels mètodes de cultiu anglesos. La realització d'aquest objectiu va avançar notablement a la zona de la Palissada, i també als pobles emmurallats coneguts en anglès com «townlands».
La comunitat dels Vells anglesos no va arribar a ser mai monolítica. En algunes zones, especialment a la Palissada, al voltant de Dublín, al sud del comtat de Wexford, Kilkenny, Limerick i Cork, el terme s'usava per referir-se a comunitats relativament urbanitzades, que parlaven la llengua anglesa (encara que sovint en dialectes locals arcaics com el iola), usaven la llei anglesa i vivien de manera similar que a Anglaterra. No obstant això, en bona part de la resta d'Irlanda, el terme es referia a una selecta capa de terratinents i nobles, que governaven sobre els arrendataris i propietaris de terres gaèlics.
A les províncies, els «Vells anglesos» (coneguts en gaèlic com gaill, 'forasters'), eren sovint indistingibles dels lords i terratinents gaèlics dels voltants. Alguna dinastia com la Fitzgeralds, la dinastia dels Butlers i la dels Burkes van adoptar la llengua nativa, el sistema legal i altres costums com el foment de l'exogàmia amb els irlandesos, i el patrocini de la poesia i la música irlandesa. Aquesta gent eren coneguts com «més irlandesos que els mateixos irlandesos» (vegeu també Irlanda normanda). El nom més exacte per denominar a aquesta comunitat a través de finals del període normand era Hiberno-Normand, nom que capta la distintiva mescla cultural que aquesta comunitat va crear i va operar.
En un intent de paralitzar la gaelització de la comunitat de «Vells anglesos», el Parlament anglès va ratificar els estatuts de Kilkenny en 1367, que entre altres coses, prohibien l'exogàmia, l'ús de la llengua irlandesa, l'ús de vestimentes irlandeses i la prohibició que els nadius visquessin a les ciutats emmurallades.
En la Irlanda medieval, no existia divisió religiosa més enllà del requeriment que els prelats nascuts a Anglaterra, dirigissin l'església irlandesa. No obstant això, després de 1530, la majoria dels habitants anteriors al segle xvi, van continuar amb la seva lleialtat a l'Església Catòlica, fins i tot després de la Reforma Protestant d'Anglaterra.

### La crisi dels seglesxviixvii

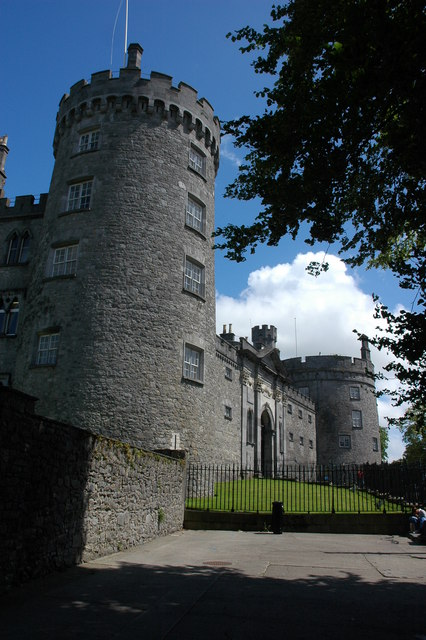
Castell de Kilkenny

En contrast, l'ona de colones de «Nous anglesos» que van arribar a l'illa de l'època isabelina d'ara endavant (durant la reconquesta Tudor d'Irlanda), van mantenir la seva identitat anglesa, la seva religió, els seus costums socials, religioses i les seves tradicions culturals, que a diferència dels normands i els Vells anglesos, es van mantenir diferents i separades de la resta del país. Els nous colons se sentien anglicans i de religió protestant i veien l'illa com un país que calia civilitzar i convertir-lo a la religió protestant. El poeta Edmund Spenser va ser un dels defensors d'aquest punt de vista. Spenser va argumentar que (Vista de l'estat present d'Irlanda, 1595) la fallada de la completa conquesta d'Irlanda, havia deixat a les generacions prèvies de colons anglesos corrompre's per la cultura dels nadius irlandesos. Per als Anglesos nous, molts dels «vells anglesos» eren «degenerats», que havien adoptat els costums irlandesos i s'aferraven a la religió catòlica. El filòsof Edward Said ha debatut que la demonització que van fer els «Nous anglesos» als «vells Anglesos», tractant-los com a altres bàrbars i la construcció de la seva pròpia identitat com a gent «civilitzada», va anticipar els posteriors estereotips de colonialisme i orientalisme sobre les gents no-europees que van adquirir sistema monetari en el segle xix. No obstant això, la majoria de la comunitat de vells anglesos, especialment a la Palissada, van continuar creient-se els «anglesos d'Irlanda».

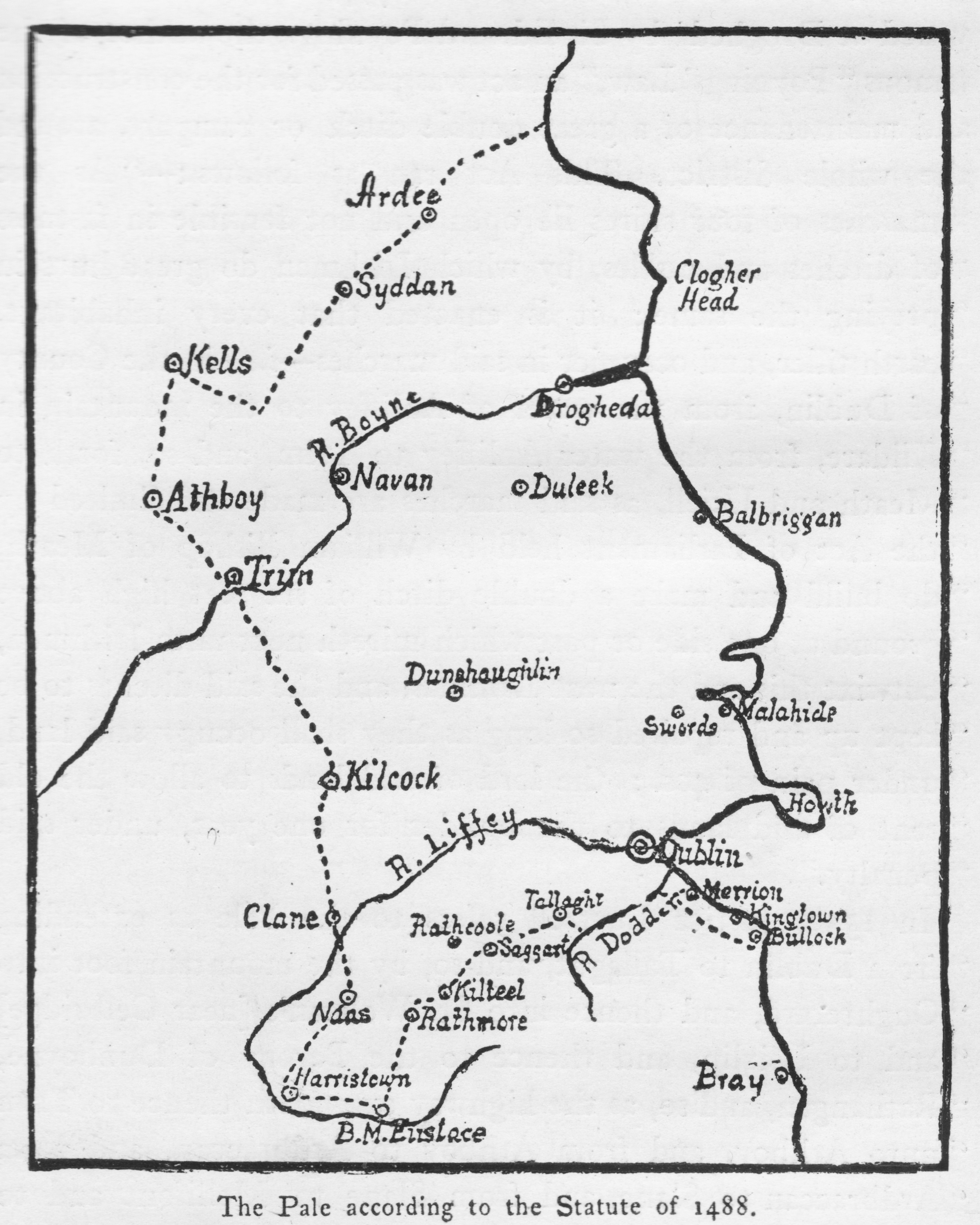
La palissada de 1488

Per motius de la seva dissidència religiosa, se'ls va excloure del govern durant el curs del segle xvi, alienats per part de l'estat i, finalment, se'ls va canalitzar en un corrent d'identitat comuna amb els irlandesos catòlics. La primera confrontació entre els Vells anglesos i el govern anglès, va arribar amb la crisi de l'impost (cess), des de 1556 fins a 1583. Durant aquest període, la comunitat de la Palissada va resistir pagant a l'exèrcit anglès assentat a l'illa perquè pal·liessin una cadena de revoltes que va finalitzar amb les Rebel·lions de Desmond (1569–1573 i 1579–1583). En aquests dies es va encunyar el terme «Vell anglès» en emfatitzar la comunitat de la Palissada la seva identitat anglesa i la seva lleialtat a la corona, mentre que al mateix temps refusaven cooperar amb els desitjos del Senyor Tinent d'Irlanda anglès. Originalment, el conflicte era una causa civil, els palissats van objectar pagar noves taxes que no haguessin estat aprovades per ells en el Parlament d'Irlanda. No obstant això, la disputa també es va tornar de dimensió religiosa, especialment després de 1571, quan la reina Elisabet I va ser excomunicada pel Papa. Rebels com James Fitzmaurice Fitzgerald (de la dinastia hiberno-normanda Desmond) van representar la seva rebel·lió com una guerra santa i van rebre diners i tropes pel Papat. En la Segona rebel·lió de Desmond (1579–1583) un «empalissat» Lord prominent, James Eustace, vescomte de Baltinglass, es va unir als rebels per raons religioses. Abans que acabés la rebel·lió, uns centenars de «vells anglesos» palissats van ser penjats, tant per rebel·lia com per ser sospitosos de rebel·lió a causa de la seva religió. Aquest episodi va marcar una important deterioració entre els «palissats» i el govern anglès i entre els «vells» i els «nous anglesos».
No obstant això, en la posterior Guerra dels Nou Anys (1594–1603), la Palissada i les ciutats dels «Vells anglesos» van romandre lleials a la corona anglesa en el transcurs d'una rebel·lió que es va inspirar en el catolicisme. La reorganització del govern anglès a l'illa al llarg de les «Línies protestants» al començament del segle xvii, va ser la causa que eventualment va ajustar els llaços entre els «vells anglesos» amb Anglaterra, primerament en 1609, es va expulsar els catòlics del servei a l'administració pública. En 1613, es va canviar la constitució del Parlament irlandès de manera que els «nous anglesos protestants» hi fossin majoria. I en tercer lloc, a principis del segle xvii, l'estat va confiscar les terres de la classe terratinent (vegeu Colonitzacions d'Irlanda). La resposta política de la «Comunitat Vella» consistia a apel·lar directament al rei d'Anglaterra, primer a Jaume I i posteriorment a Carles I, reclamant-los una sèrie de reformes que incloïen la tolerància religiosa i igualtat civil als catòlics a canvi de l'elevat impost que pagaven.
No obstant això, en 1620 i 1630, els nadius van acordar en diverses ocasions pagar impostos elevats només a canvi que el monarca els concedís algunes concessions. Alguns escriptors vells anglesos com Geoffrey Keating mantenien un debat en aquells dies a Foras Feasa ar Éirinn, que postulava que l'autèntica identitat dels vells anglesos era catòlica i irlandesa, més que anglesa.

### Expulsió i derrota
En 1641, gran part de la comunitat de «vells Anglesos» va decidir trencar amb el seu passat com a subjectes lleials i es van unir a la rebel·lió del 1641. Són molts els factors que van influenciar als «vells anglesos» decidir unir-se a la revolta; per temor als rebels i temor a les represàlies que el govern tingués amb el catolicisme. No obstant això, la raó principal a llarg termini, consistia en el desig de revertir les Polítiques anticatòliques que havien estat perseguides per les autoritats angleses durant els previs quaranta anys a l'illa. De totes maneres, malgrat la seva formació en Govern irlandès amb la formació denominada com s Irlanda Confederada, la identitat dels «Anglesos vells» seguia sent una important divisió entre la comunitat d'irlandesos catòlics. Durant les Guerres confederades d'Irlanda (1641–1653), els Anglesos vells van ser sovint acusats pels irlandesos d'estar massa preparats per signar un tractat amb Carles I a costa dels interessos dels terratinents irlandesos i de la religió catòlica. La següent Conquesta d'Irlanda per Cromwell (1649–1653), va viure l'última derrota de la causa catòlica i l'expulsió dels Anglesos vells de la noblesa. Aquesta causa es va revifar per poc temps en la Guerra Guillemita d'Irlanda (1689–1691), en 1700, els descendents protestants dels «nous anglesos» s'havien convertit en la classe dominant del país.
En el curs del segle xviii, en estar l'illa més anglicitzada es va dissoldre la distinció entre vells anglesos i Irlandesos catòlics i es van definir divisions socials en context de les Lleis penals gairebé exclusivament en termes sectaris catòlics i protestants més que ètnics.

## Identitat col·lectiva dels «vells anglesos»
Els historiadors discrepen sobre com denominar a la comunitat de vells anglesos en determinats moments de la seva existència i com definir el sentit col·lectiu d'aquesta comunitat.
L'historiador irlandès Edward MacLysaght fa la seva pròpia distinció en el llibre Surnames of Ireland (Cognoms d'Irlanda) entre cognoms Hiberno-Normands i anglonormands. Suma la diferència fonamental entre «Anglesos rebels de la Reina» i «Vassalls lleials». Les esposes de Desmond o dels Burkes de Connacht, no podien ser precisament denominades «velles angleses» al no ser aquest el seu món polític ni cultural. D'altra banda als ducs d'Ormond, tampoc se'ls podia cridar amb precisió Hiberno-normands en les seves perspectives polítiques i aliances, especialment després d'haver-se casat dins de la família real anglesa. Alguns historiadors es refereixen ara a aquests com als cambro-normands, Seán Duffy del Trinity College, usa aquest terme abans que l'equívoc «anglonormand» (la majoria dels normands van arribar des de Gal·les i no d'Anglaterra), però després de molts segles a Irlanda i només un segle a Gal·les o Anglaterra, sembla bastant estrany que la seva història completa des de 1169 sigui ara coneguda per l'expressió «vells anglesos», que va arribar a la fi del segle xvi.